# Салудечо
Салудечо (итал. Saludecio) —  коммуна в Италии, располагается в регионе Эмилия-Романья, подчиняется административному центру Римини.
Население составляет 2391 человек, плотность населения составляет 70 чел./км². Занимает площадь 34 км². Почтовый индекс — 47040. Телефонный код — 0541.